# Friedrich Hayek
Friedrich August von Hayek (Viena, 8 de mayo de 1899-Friburgo, 23 de marzo de 1992) fue un economista, jurista y filósofo austriaco, ganador del Premio de Ciencias Económicas del Banco de Suecia en Memoria de Alfred Nobel en 1974.
Exponente de la Escuela Austriaca, era discípulo de Friedrich von Wieser y de Ludwig von Mises. Es conocido principalmente por su defensa del liberalismo y por sus críticas a la economía planificada y al socialismo, el cual y como sostiene en Camino de servidumbre, considera un peligro para la libertad individual que conduce al totalitarismo. Diversas fuentes sostienen que defendió dictaduras como vehículo para instaurar medidas liberales, aunque hay opiniones de adherentes suyos que sostienen lo contrario.Hayek declaró en una entrevista a El Mercurio sobre la dictadura de Pinochet que "Personalmente prefiero una dictadura liberal a un gobierno democrático carente de liberalismo".
Su obra, que comprende unos 130 artículos y 25 libros, no se limita únicamente a la ciencia económica, sino que trata desde filosofía política hasta antropología jurídica, historia o epistemología, y en general todo lo referente a ciencias sociales. 

## Vida
Friedrich Von Hayek nació en 1899 en una familia de intelectuales de Viena, entonces capital del Imperio austrohúngaro. Participó en la Primera Guerra Mundial y al regresar comenzó los estudios de ciencias jurídicas y sociales en la Universidad de Viena, cursó estudios en filosofía y economía. Según afirmó él mismo la experiencia de la guerra fue la que le condujo a interesarse por las ciencias sociales, a pesar de que sus influencias familiares le podrían haber conducido más fácilmente hacia las ciencias naturales. En 1921 y 1923 se doctoró en leyes y en política económica.
Durante aquellos años, Hayek, como la mayoría de sus compañeros, era un socialista fabiano que creía en la intervención del Estado para mejorar el orden social y no le gustaban las posiciones antisocialistas y liberales de su profesor Ludwig von Mises, destacado economista de la Escuela Austríaca. Tras leer su libro El socialismo, se  convirtió en discípulo suyo. Durante cinco años trabajó bajo su dirección en la Abrechnungsamt (Oficina de Cuentas) encargada de desbloquear y cobrar cuentas que otros estados tenían con el gobierno de la recién nacida Austria. En 1927, se convirtió en director del Instituto para el Análisis del Ciclo Económico, creado por ellos dos. 
En 1931 (y hasta 1950), gracias a Lionel Robbins, también alumno de von Mises, se fue a Londres donde ocupó una cátedra en la London School of Economics. Ahí desarrolló una fuerte rivalidad con Keynes y mostró beligerancia en contra de sus conceptos. Pero durante los años 30, fueron las ideas de Keynes las que se impusieron y también tras la Segunda Guerra Mundial triunfaron gobiernos socialdemócratas o socialistas, con lo que Hayek perdió relevancia y mucha de la fama que había ganado de joven.
El enfrentamiento entre ambos comenzó cuando Hayek hizo un escrito desfavorable al libro de Keynes Tratado sobre el dinero y Keynes le replicó. Después, Keynes tomó la iniciativa y pidió a Piero Sraffa que hiciera un informe crítico de la obra Precios y producción de Hayek, que este replicó. En 1936, con la publicación de la Teoría general, Keynes cambia de posición respecto a su anterior tratado y plantea una teoría completamente nueva. Con esto logró que sus tesis fueran las que se impusieran. En respuesta a esta obra Hayek no hizo ninguna reseña, intentando evitar las duras controversias que había hecho surgir anteriormente y suponiendo ante el cambio de forma de pensar de Keynes que su nueva posición no duraría. Keynes fue mordaz al comentar el libro de Hayek Precios y producción, al que llamó "uno de los más espantosos embrollos que he leído". Obvió la nueva idea keynesiana de los agregados económicos ya que partía de premisas radicalmente diferentes a las suyas. Desarrolló entonces un esbozo de teoría austriaca del ciclo en una obra que se titularía La teoría pura del capital donde no terminaba de desarrollar una teoría dinámica del ciclo. Frente a la creciente popularidad del keynesianismo, Hayek confió en que las últimas objeciones de Keynes a su propia teoría influirían en sus herederos y en que sus ideas no llevarían a políticas antiliberales por ser este mismo social y políticamente liberal, dejando así el problema del ciclo económico austríaco (que implicaría una revisión del paradigma macroeconómico keynesiano) para ser resuelto por otros economistas, cosa que no sucedería durante su tiempo de vida y solo comenzaría a plantearse mucho tiempo después (véase el intento de resolución ordinal de Roger Garrison y Adrián Ravier).
Después de esto, Hayek dejó las cuestiones técnicas de la economía para dedicarse a temas más filosóficos o sociales. 
En 1949 se divorció de su esposa para casarse con un antiguo amor de juventud, lo que motivó que muchos de sus amigos ingleses, como Robbins, lo abandonaran (aunque años más tarde se reconciliaran). Este hecho lo decidió a emigrar a los Estados Unidos, a la Universidad de Chicago, donde no tuvo una muy buena acogida por parte del Departamento de Economía, debido a las grandes diferencias metodológicas de la Escuela Anglosajona con la Escuela Austríaca de la que provenía. Durante estos años, comenzó a tener problemas de salud, sordera y también depresiones que lo alejaron de la vida pública.
En 1947, Hayek participa activamente en la fundación de la Sociedad Mont Pelerin, financiada por el empresario suizo Albert Hunold. Este reúne a industriales y banqueros suizos a fin de financiar el think tank. Las reuniones internacionales son financiadas, en un primer momento, por las fundaciones Relm y Earhart, esta sociedad reunirá a monetaristas como Milton Friedman, a miembros de la escuela del Public Choice como James M. Buchanan, así como a personalidades asociadas a la corriente neoaustriaca.
En 1962 volvió a Europa, a la Universidad de Friburgo, donde estaría hasta que, al jubilarse en 1969, retornó a su Austria natal, a la Universidad de Salzburgo hasta que se retiró en 1977.  
En 1974 fue laureado con el Premio del Banco de Suecia en Ciencias Económicas en memoria de Alfred Nobel, compartido con Gunnar Myrdal, por sus trabajos en el campo de la teoría monetaria y las fluctuaciones económicas y los análisis de la interdependencia de la economía, la sociedad y las instituciones. A partir de entonces su salud mejoró y comenzó una gran actividad que lo llevaría a viajar por todo el mundo exponiendo sus ideas. En la década de 1980 sus ideas jugarían un papel importante durante el gobierno de Margaret Thatcher. Al respecto Hayek dijo que "la libertad de elección debe ser más practicada en el mercado en vez de las urnas, la libre elección puede al menos existir bajo un régimen de dictadura pero no bajo una democracia sin límites que no pueden limitarse".
También se opuso al paradigma neoclásico (también conocido como neoclásico-walrasiano), que todavía define hoy en día el mainstream académico. Es contrario también a los economistas liberales partidarios de la teoría del equilibrio general (TEG) como Debreu. Defendió la tesis según la cual un cálculo planificador era imposible sin un mercado (que asigne los precios) y que un sistema económico que no se fundamente en el mercado libre y en la libre concurrencia nunca será óptimo desde el punto de vista de la distribución de recursos. La Universidad Francisco Marroquín lo honró en 1977 con un doctorado honoris causa por su aporte a la libertad individual.
Poco antes del inicio de la guerra de las Malvinas, cuando las tensiones entre el Reino Unido y Argentina eran elevadas, envió una carta el 10 de febrero de 1983 a The Times en donde sugiere que ataquen Buenos Aires antes de que los argentinos exijan de manera hostil un territorio que "durante 150 años ha estado bajo la jurisdicción de Gran Bretaña".
Falleció en 1992 en Friburgo, y fue sepultado en Viena.

## Temas recurrentes en su obra

### Teorías sobre el ciclo económico
Las contribuciones de Hayek sobre los ciclos económicos se consideran su contribución más importante a la economía, y las hizo durante su juventud. Tomó las bases de su teoría de la obra Teoría del dinero y el crédito de Mises e hizo su propia interpretación del ciclo económico, que fue conocida como Teoría Austriaca del ciclo económico. Podemos considerar como obras más importantes de esta etapa Precios y producción de 1931, que era un compendio de las conferencias que había hecho en la London School of Economics, Beneficios, interés e inversión de 1939 y Teoría pura del capital de 1941. Jeffrey Sachs concluye que la afirmación de Hayek de que los altos impuestos y un gran estado de bienestar son contrarios a un desarrollo económico dinámico, tesis central de su libro Camino de servidumbre, era empíricamente insostenible. Dando como ejemplo que a pesar de los altos impuestos y el gasto social, los países escandinavos obtuvieron mejores resultados en la mayoría de los indicadores, incluido el ingreso per cápita, que aquellos estados con impuestos y gastos sociales relativamente bajos como Somalia o Haití.
Hayek decía que el origen del ciclo económico ocurría a partir del crédito concedido por el banco central y los tipos de interés artificialmente bajos. La expansión del crédito debido a los bajos intereses hace que los empresarios inviertan en proyectos muy arriesgados y en los que nunca hubieran invertido con unos intereses más altos, y provocan una mala coordinación entre producción, consumo e inflación. Primero hay una gran expansión, pero después una gran recesión hasta que vuelve a ajustarse la economía.[cita requerida] El proceso sería el siguiente: el alza de precios resultante de una expansión conduce a la caída de los salarios reales, que induce a la substitución de máquinas por mano de obra y una reducción general de los períodos de producción, y en consecuencia los tipos de interés suben, cae la inversión y la economía sufre un descalabro; a la inversa, en una depresión el alza de los salarios reales reactiva la inversión y la mano de obra es reemplazada por maquinaria y los períodos de producción se alargan. Según este argumento, un nivel de consumo al alza a partir de un cierto punto reduce la inversión más que aumentarla, y viceversa por lo que hace a un nivel de consumo a la baja.

### Imposibilidad del socialismo por falta de precios de mercado

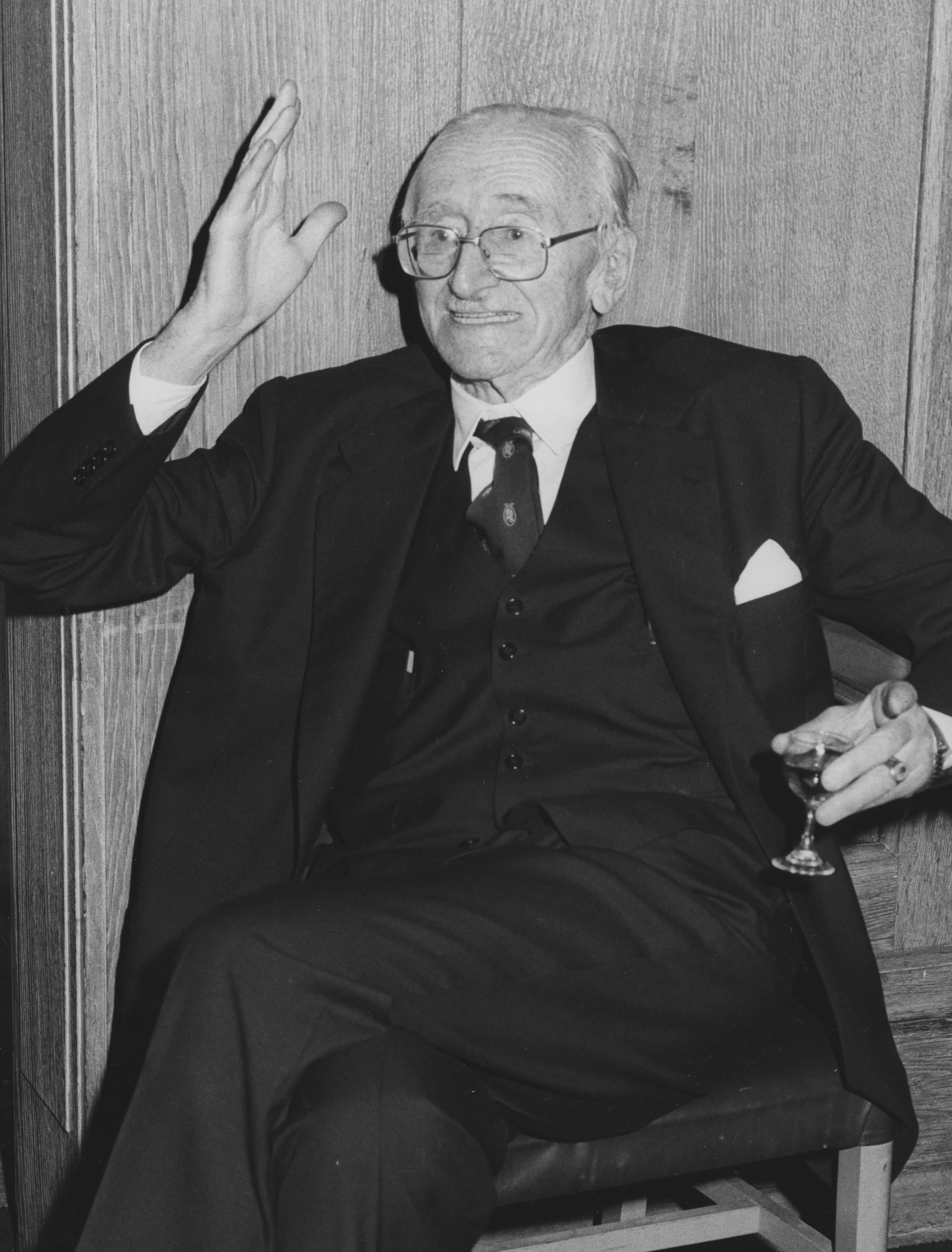
Friedrich Hayek en 1981

El formulador de la idea de que el socialismo no es posible por la inexistencia de precios de mercado fue Mises en un artículo de 1920, que después amplió en 1922 con el libro El socialismo, un análisis económico y sociológico, libro que causó una fuerte impresión en un Hayek todavía estudiante. Hayek, desde un principio, puso mucho interés en este tema y desarrolló los argumentos de Mises en diversos artículos durante los años 30. Estos artículos se reunieron en un libro publicado en 1935 y titulado Planificación económica colectivista: estudios críticos sobre las posibilidades del socialismo También se puede destacar El uso del conocimiento en la sociedad de 1945 e Individualismo y orden económico, que recoge ensayos publicados en 1948.
Los argumentos de sus teorías son que los objetivos del socialismo son sustituir el libre mercado por una economía planificada. Este tipo de economía necesita una institución que elabore un plan central que determine todo lo que se debe producir, institución a la que Hayek llamó Junta Central de Planificación. Esta junta debería tener amplios poderes para intervenir en asuntos económicos, pero el problema sería que cuando esta junta se pusiera a elaborar el plan de producción se encontraría que no tiene ninguna guía o referencia que le indicara qué posibilidades de producción son económicamente factibles, ya que no existirían precios de mercado y sin estos precios no hay guía ni manera de saber lo que se debe producir. Aunque posteriormente este argumento tuvo que refinarse ante la solución de Lange-Lerner que proponía un procedimiento iterativo de dos reglas, por el cual una economía planificada podía alcanzar la misma solución que el libre mercado, a partir de la intervención de una Junta central de planificación. 
Según Hayek, los precios de mercado son los transmisores de cantidad de informaciones económicas dispersas y servirían para compartir y sincronizar muchos conocimientos personales; por lo tanto, intentar manipular el mercado conlleva un problema de falta de información. Un intercambio y uso eficiente de los recursos solo se conseguiría a través del mecanismo de precios.
Milton Friedman se describió a sí mismo como «un gran admirador de Hayek, pero no por sus finanzas». «Creo que 'Los precios y la producción' es un libro muy defectuoso y 'Teoría pura del capital' estaba plagado de contradicciones».
De acuerdo con David Held, Hayek argumentó para restringir las actividades del gobierno al mínimo de un estado "ultraliberal" "La Constitución de la libertad", que era una petición de un Estado mínimo. El economista John Kenneth Galbraith ve esto como un anacrónico retroceso de Hayek al mundo de las ideas del liberalismo del laissez-faire del siglo XIX.

### Contradicción entre economía planificada y libertad individual
Hayek no solo pensaba que el socialismo y la colectivización comunista implementados por el Estado eran inviables por la falta de precios de mercado, sino que además, en un plano más filosófico y político, eran incompatibles con la libertad individual y necesariamente llevaban al establecimiento de regímenes totalitarios, ya que los que llegarían al poder serían siempre los peores elementos de la sociedad. 
Respecto a la libertad individual Hayek en una carta a The Times en 1978, diría que ha habido muchos casos de gobiernos autoritarios en los que la libertad personal está más segura de lo que está en muchas democracias. Llegando a poner como ejemplo de libertad individual a Portugal bajo el régimen de Salazar: "dudo que haya hoy en cualquier democracia de la Europa o en los continentes de África, América del Sur y Asia (con excepción de Israel, Singapur y Hong Kong) una libertad personal tan bien protegida de lo que era entonces en Portugal-bajo la dictadura de Salazar-.
Las críticas de Hayek no iban dirigidas tan solo hacia los sistemas de economía planificada, sino en general hacia cualquier intervención del Estado en la economía, que para él significaba un socialismo progresivo. Hayek desarrolló ello en Camino de servidumbre, libro publicado en 1944, que realizó para contraargumentar las opiniones que rezaban que el nazismo era la consecuencia única del pueblo alemán, y la culpa estaba en el «germanismo». 
En Los fundamentos de la libertad de 1960 dejaba expuesto su programa filosófico: desreglamentar, privatizar, disminuir los programas contra el desempleo, eliminar las subvenciones a la vivienda y el control de los alquileres, reducir los gastos de la seguridad social y finalmente limitar el poder sindical. El Estado no debe asegurar ningún tipo de redistribución, sobre todo en función de un criterio de «justicia social»
Hayek visitó Chile en los años 1970 y 1980 durante la dictadura militar del general Augusto Pinochet y recibió el título de presidente honorario del Centro de Estudios Públicos. De acuerdo con Corey Robin, colega de Hayek: «Hayek admiró el Chile de Pinochet tanto que decidimos realizar la reunión de la Sociedad Mont Pelerin en Viña del Mar, una localidad costera donde fue planeado el golpe contra Allende. En 1978 llegando a afirmar en The New York Times que "las libertades personales fueron más amplias bajo Pinochet que bajo Allende".
Hayek argumentaba que sin propiedad privada, se crea una dependencia tan grande del Estado que nos convierte prácticamente en esclavos. El estado debería tener tantos poderes que necesariamente tendría que repercutir en la sociedad. En una sociedad planificada, debe haber alguien que ejerza el poder, que controle el estado. Para imponer unos objetivos comunes a una sociedad, aunque se quiera hacer de manera bien intencionada, es necesario imponer estos objetivos a las personas que no estarán de acuerdo. Para imponerlo, se deberá coaccionar y tomar medidas represivas en caso de que no acepten a la autoridad central, por lo tanto el dirigente se verá obligado a tomar decisiones «desagradables» como el arresto o el asesinato. En consecuencia, los que llegarían al poder serían los que estuvieran dispuestos a tomar estas medidas. El filósofo francés Alain de Benoist, fundador de la "nueva derecha» ( Nouvelle Droite ) escribió una dura crítica de la obra de Hayek. En este argumenta que los casos de Hayek sobre la idea de "orden espontáneo" son defectuosos y la ideología del libre mercado tiene, tal como la planteaba Hayek implicaciones autoritarias y totalitarias.
El interés en el trabajo de Hayek se revivió en los años ochenta y noventa con el surgimiento de gobiernos conservadores en los Estados Unidos de Ronald Reagan, y en el Reino Unido bajo Margaret Thatcher.

### Orden espontáneo del mercado, la ley y la moral
Según Hayek, las instituciones de la sociedad, como las leyes, los mercados o el Gobierno, incluso el sistema de precios o el lenguaje, no son un invento o diseño humano para responder a unas determinadas necesidades, sino que son fruto de un orden espontáneo que él consideraba un resultado de la acción humana, pero no de su diseño.  Es por eso que defendía que no debería haber interferencias en la acción individual espontánea y consideraba que la idea del racionalismo de intentar diseñar conscientemente el mundo era una amenaza para la civilización, ya que esta precisamente había nacido a partir del orden espontáneo. Respecto a esto ha sido criticado por algunos autores, incluyendo Karl Polanyi, como una visión utópica debido a la sugerencia, entre otras, que «en el pasado, ha sido la sumisión a las fuerzas impersonales del mercado lo que ha hecho posible el desarrollo de la civilización». De acuerdo con Polanyi, el desarrollo de la civilización sucede, por el contrario, cuando las fuerzas sociales, incluida el funcionamiento de la economía, están organizadas en función de los intereses comunes.
Hayek concluyó que el surgimiento y desarrollo de las normas morales que permitieron el surgimiento y crecimiento de sociedades extensas fue producto de un azar evolutivo aún en curso, y consideraba, entonces, el orden algo espontáneo que permite tales sociedades, algo inabarcable para la razón humana, no en el sentido de no comprender su funcionamiento, sino en el de controlar su dirección, por lo que rechazaba todo racionalismo constructivista que pretendiera guiar o rehacer racional y completamente tal evolución natural del orden social.
Necesaria sería, para Hayek, la coexistencia de la primitiva moral colectivista propia de los grupos pequeños y muy cohesionados que perviven dentro de la sociedad extensa, con su contraria moral evolutiva individualista que «garantiza» el funcionamiento y crecimiento exitoso de la sociedad humana extensa. Definió el socialismo como un intento de imponer la primera sobre la segunda, y dedujo de ello que la búsqueda de tal orden social expresaría una aspiración involutiva o retrógrada, y su consecución implicaría la imposibilidad de sustentar la numerosa y creciente población humana.
Sobre este tema podríamos destacar los libros El orden sensorial de 1952, libro psicológico en el que defiende que la mente humana, igual que el mercado o la sociedad, son fenómenos tan complejos que no se pueden explicar o predecir su funcionamiento; Derecho, legislación y libertad, que apareció en tres volúmenes en 1973, 1976 y 1979, donde aborda el tema de la aparición espontánea de las normas legales y morales, y La fatal arrogancia de 1988, en la que atribuye el nacimiento de la civilización a la propiedad privada.[cita requerida]
A Friedrich A. Hayek, la Universidad Francisco Marroquín, de Guatemala, le otorgó un doctorado honoris causa en 1977.
Hayek ha sido objeto de críticas por su apoyo a regímenes dictatoriales, al respecto declararía al diario chileno el Mercurio del 12 de abril de 1981, en apoyo el régimen de Pinochet: “Mi preferencia personal se inclina a una dictadura liberal y no a un gobierno democrático donde todo liberalismo esté ausente”. En esta entrevista en el diario El Mercurio, Hayek se definió como enemigo del estado del bienestar y la justicia social y se mostró preocupado por los poderes discrecionales del Estado.
El apoyo a regímenes autoritarios y dictaduras sería una constante en Hayek, quien mantuvo posiciones muy claras respecto de la justificación de gobiernos autoritarios. En 1962, envió al dictador Antonio de Oliveira Salazar en Portugal una carta en la que le expresaba su confianza de que su libro The Constitution of Liberty pudiera ser útil para la elaboración de una Constitución que pudiera prevenir los abusos de la democracia. Más adelante, también manifestó públicos respaldos al régimen racista sudafricano. En 1977, Hayek visitó Argentina y Chile. Hayek se reuniría con el dictador Jorge Rafael Videla y con el integrante de la Junta militar de Gobierno, y con el futuro dictador Leopoldo F. Galtieri. En 1981, Hayek volvió al Chile de Pinochet, concediendo dos reportajes al diario El Mercurio, en donde profundizó su análisis sobre democracias y dictaduras.  “una dictadura puede ser un sistema necesario para un período de transición. A veces es necesario que un país tenga, por un tiempo, una u otra forma de poder dictatorial. Como usted comprenderá, es posible que un dictador pueda gobernar de manera liberal”. Y en la segunda entrevista, Hayek sostenía que “preferiría sacrificar temporariamente a la democracia cuando no pudiera garantizar la libertad”. Para Hayek lo fundamental es asegurar ante todo la libertad económica, anteponiendo un liberalismo autoritario a una democracia con elementos de regulación del mercado.

## Actualidad
La obra de Hayek ha tenido relevancia desde sus inicios y se ha llevado a la práctica desde el auge del movimiento neoliberal y la planeación de la actual Unión Europea.

### Libros
- E. Screpanti & S. Zamagni (1993): An Outline of the History of Economic Throught, ISBN 978-0-19-927914-2.

### Publicaciones
- Feldman, Jean-Philippe (diciembre de 1999). «Hayek's Critique Of The Universal Declaration Of Human Rights». Journal des Economistes et des Etudes Humaines: Bilingual Journal of Interdisciplinary Studies (en francés) IX (4): 1145-6396. ISSN 1145-6396. doi:10.2202/1145-6396.1172.
- Hayek, F. A. (Apr., 1941). «Nationalökonomie. Theorie des Handelns und des Wirtschaftens by L. Von Mises». The Economic Journal (en inglés) 51 (201): 124-127. doi:10.2307/2225659.